# Simon Grundel-Helmfelt
Simon Grundel-Helmfelt (né en 1617 et mort en 1677) était un Feld-maréchal suédois.

## Biographie
Il sert dans l'armée suédoise lors de la guerre de Trente Ans à partir de 1641, se distingue à la bataille de Leipzig et reçoit son brevet d'officier. Il est anobli en 1646 et change son nom de Grundel en Grundel-Helmfelt. Plus tard dans l'année, il est blessé par une balle de mousquet près de Rain. En 1649, il est promu au rang de colonel d'artillerie, puis, en 1655, à celui de général dans l'infanterie. En 1656, il devient gouverneur de Riga et défend victorieusement la ville contre l'armée russe. Il est ensuite nommé gouverneur-général d'Ingrie en 1659.  
Il retourne à Stockholm en 1676 et devient commandant en chef de l'armée suédoise au début de la guerre de Scanie. Il remporte la même année sa plus grande victoire lors de la bataille de Lund. Il est tué l'année suivante au cours de la victorieuse bataille de Landskrona.